# 皮夏內 (丘胡伊夫市鎮)
50°2′20″N 36°40′16″E / 50.03889°N 36.67111°E

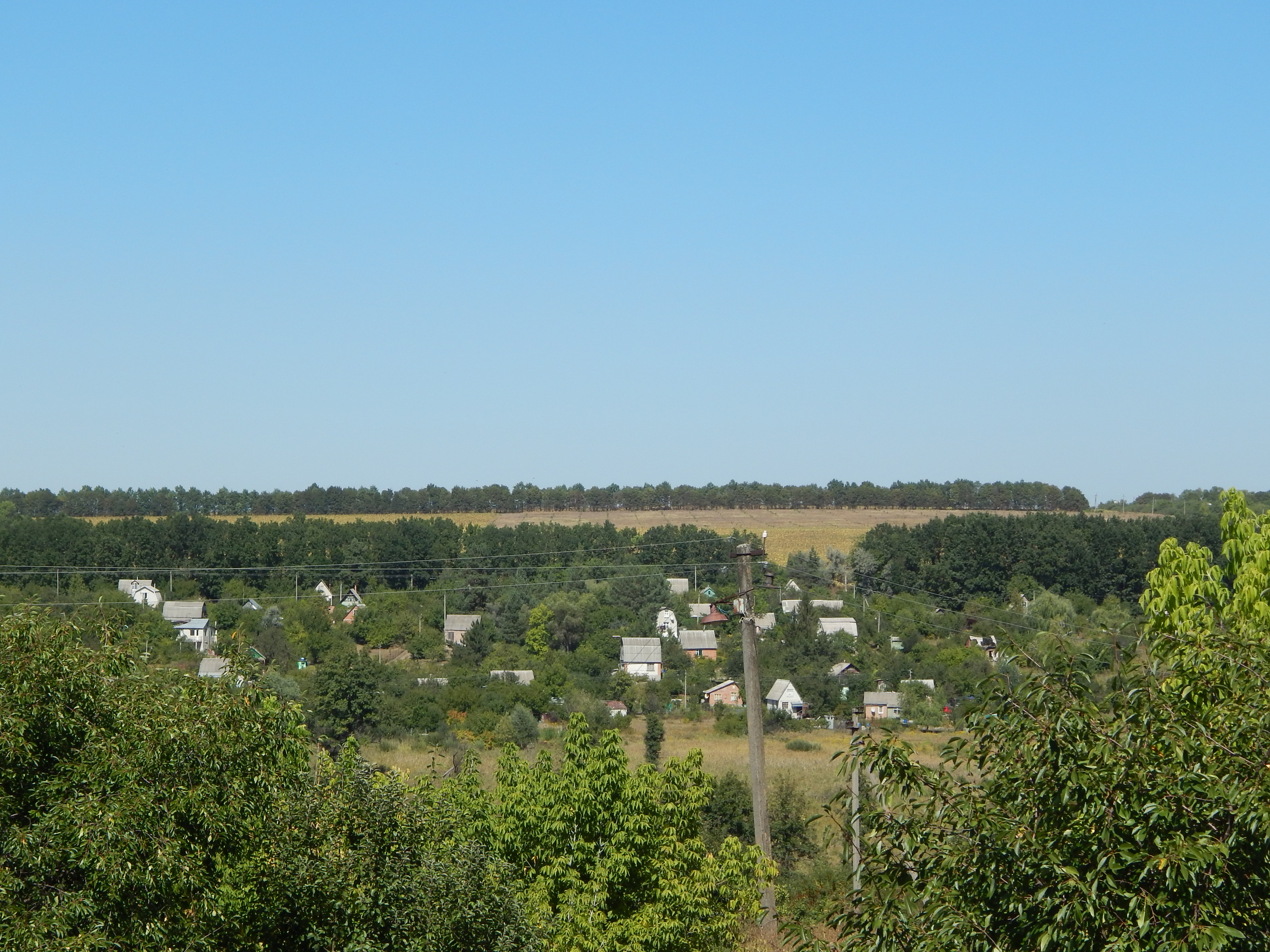
村景

皮夏內（烏克蘭語：Піщане）是位於烏克蘭東部的村莊，由哈爾科夫州丘胡伊夫区的丘胡伊夫市鎮負責管轄。該村始建於1674年，面積1.53平方公里，海拔高度169米，2001年人口79，人口密度每平方公里51.6人。